# 1908
1908 (MCMVIII) byl rok, který dle gregoriánského kalendáře započal středou.

## Události
Česko
- Založen Fotbalový klub Jaroměř
- Založen hokejový klub BK Mladá Boleslav
- Založena ZOO v Ústí nad Labem.
- V Žamberku byl hronovským podnikatelem Jindřichem Židem otevřen závod Jindřich Žid a spol.
- V Praze bylo dokončeno přeznačení tramvajových linek z písmenného značení na číslování.

Předlitavsko
- 15. listopadu – předsedou vlády Richard von Bienerth-Schmerling – vnuk Antona von Schmerlinga (vláda do 1911)

Svět
- 30. června – na Sibiř dopadl tzv. Tunguský meteorit.
- 10. července – Nizozemský fyzik Heike Kamerlingh Onnes dokázal zkapalnět helium.
- 5. října – Bosna a Hercegovina anektována Rakousko-Uherskem.
- 16. září – bulharský kníže Ferdinand vyhlašuje v Buchlově na Moravě nezávislost Bulharska na Turecku a přijal titul krále
- 28. prosince – Zemětřesení v Messinské úžině v Itálii zcela zničilo město Messina, přes 83 tisíc mrtvých.
- Světový kongres esperanta v Drážďanech.
- OH Londýn.
- Robert Baden-Powell vydává časopis The Scout a později téhož roku knihu Scouting for Boys – oficiální začátek skautingu, i když Robert Baden-Powell už o rok dřív vedl 1. skautský tábor na ostrově Brownsea Island
- Belgie si podrobuje Svobodný stát Kongo, vzniká Belgické Kongo
- v lednu je založena organizace The Boy Scout – 1. skautská organizace na světě

## Vědy a umění
- 16. listopadu – Ema Destinnová a Arturo Toscanini debutují v Metropolitní opeře. V představení Verdiho Aidy s Emou Destinnovou zpíval i Enrico Caruso.
- Francouzský kritik umění Louis Vauxcelles jako první použil termín „kubismus“.
- Švýcar Jacques Edwin Brandeberger vynalezl celofán.
- Američan William David Coolidge zkonstruoval lampu s wolframovým vláknem.
- Ernest Rutherford podal důkaz toho, že alfa záření je tvořeno jádry hélia.

## Nobelova cena
- Nobelova cena za fyziku – Gabriel Lippmann (Francie)
- Nobelova cena za fyziologii a lékařství – Paul Ehrlich (Německo) – tvůrce moderní chemoterapie, a Ilja Iljič Mečnikov (Rusko)  za výzkum imunitního systému
- Nobelova cena za chemii – Ernest Rutherford (Velká Británie)
- Nobelova cena za literaturu – Rudolf Christoph Eucken (Německo)
- Nobelova cena za mír – Klas Pontus Arnoldson (Švédsko) a Fredrik Bajer (Dánsko)

## Narození

### Česko
- 12. ledna – Alois Hudec, český Sokol, gymnasta, olympijský vítěz 1936 († 23. ledna 1997)
- 26. ledna – Rudolf Gajdoš, malíř († 7. října 1975)
- 2. února – Otto Maria Stritzko, malíř, grafik a restaurátor († 24. června 1986)
- 9. února – Ferdinand Pečenka, kameraman († 3. října 1959)
- 16. února – Olga Menčíková, československá šachistka († 27. června 1944)
- 17. února – Augustin Uher, novinář, spisovatel a historik († 25. prosince 1985)
- 26. února – Jaroslav Háša, violoncellista, člen Československého kvarteta († 28. června 1968)
- 27. února – Ladislav Ceé, člen protikomunistického odboje, popraven († 1. srpna 1951)
- 28. února – František Weber, generálmajor letectva, Wing Commander RAF († 1. září 1991)
- 29. února – Antonín Štuka, básník a odbojář († 7. října 1942)
- 2. března – Jaromír Brož, experimentální fyzik a pedagog († 29. května 1990)
- 5. března
  - Otto Rutrle, český teolog, religionista († 21. listopadu 1976)
  - Václav Marek, cestovatel, spisovatel, lappolog a překladatel († 14. května 1994)
- 6. března
  - Cyril Chramosta, malíř, grafik a stavitel († 3. prosince 1990)
  - Rudolf Protiva, československý pilot v RAF († 17. ledna 1949)
- 9. března – Josef Gruss, herec a spisovatel-humorista († 12. dubna 1971)
- 10. března – Vendelín Opatrný, československý velitel, padl u Dukelského průsmyku († 31. října 1944)
- 16. března – Zdeněk Kunc, zakladatel československé a světové neurochirurgie († 10. května 1985)
- 24. března – Gill Sedláčková, česká spisovatelka, filmařka a herečka († 24. dubna 1978)
- 1. dubna – Pravdomil Svoboda, botanik a dendrolog († 16. března 1978)
- 7. dubna – Adolf Parlesák, autor cestopisů a reportáží († 1. prosince 1981)
- 10. dubna – František Kriegel, politik, přední osobnost pražského jara roku 1968 († 3. prosince 1979)
- 11. dubna – Karel Ančerl, český dirigent světové pověsti († 3. července 1973)
- 16. dubna – Ladislav Brom, herec, tanečník a filmový režisér († 22. ledna 1969)
- 22. dubna – Vilém Pavlík, biskup starokatolické církve a politik († 29. března 1965)
- 23. dubna – Egon Hostovský, český diplomat a spisovatel († 7. května 1973)
- 25. dubna Vilém Reichmann, fotograf († 15. června 1991)
- 29. dubna – Ludmila Červinková, operní pěvkyně († 16. září 1980)
- 1. května – Ivo Váňa Psota, tanečník a choreograf († 16. února 1952)
- 14. května – František A. Krejčí, architekt († 12. prosince 1981)
- 16. května – Adolf Horák, československý voják a velitel výsadku Sulphur († 1. března 1945)
- 17. května – Jan Bartuška, ministr spravedlnosti vlády Československa († 27. srpna 1970)
- 21. května
  - Marie Holková, katolická spisovatelka a překladatelka († 6. prosince 2002)
  - Gertruda Sekaninová-Čakrtová, právnička, politička, diplomatka a disidentka († 29. prosince 1986)
- 24. května – Antonín Mores, pediatr a vysokoškolský pedagog († 1. února 1997)
- 31. května – Karel Václav Štěpka, hudební skladatel († 19. října 1989)
- 4. června
  - Jan Zdeněk Bartoš, hudební skladatel († 1. června 1981)
  - Erich Srbek, fotbalový reprezentant († 24. února 1973)
- 5. června – Zdeněk Šmíd, překladatel ze španělštiny († 8. dubna 1989)
- 11. června – Zdeněk Bažant, geomechanik, stavební inženýr, pedagog († 26. srpna 2001)
- 15. června – Václav Bára, československý fotbalový reprezentant († 6. března 1990)
- 19. června – Vladimír Syrovátka, kanoista, zlato na OH 1936 († 14. září 1973)
- 24. června – Ladislav Báča, vlastivědný pracovník († 14. října 1991)
- 26. června – Ladislav Stehlík, básník, spisovatel a malíř († 11. září 1987)
- 19. července – Vladimír Kubeš, právní filozof a profesor občanského práva († 14. listopadu 1988)
- 20. července – Emerich Gabzdyl, tanečník a choreograf († 12. září 1993)
- 28. července – Alfons Jindra, skladatel, klarinetista, saxofonista a houslista († 20. prosince 1978)
- 1. srpna – Miloslav Kabeláč, hudební skladatel a pedagog († 17. září 1979)
- 20. srpna – Bohumila Sílová, česká spisovatelka knih pro děti († 3. listopadu 1957)
- 22. srpna
  - Jiří Eliáš, klavírista a hudební skladatel († 16. května 1960)
  - Andrew Steiner, československý a později americký architekt († duben 2009)
- 25. srpna – Alois Vašátko, stíhací pilot († 23. června 1942)
- 26. srpna – Augustin Malý, generální vikář českobudějovické diecéze († 1984)
- 18. září – Josef Pavel, ministrem vnitra Československé socialistické republiky († 9. dubna 1973)
- 25. září – Karel Drbohlav, divadelní fotograf († 5. března 1971)
- 17. září – Jiřina Čížková, zakladatelka československé dětské endokrinologie († 19. května 1994)
- 29. září – Richard Kozderka, hudební skladatel a violista († 20. října 1994)
- 3. října – Nelly Gaierová, zpěvačka a herečka († 30. října 1995)
- 13. října – Jan Foltys, československý mezinárodní šachový mistr († 11. března 1952)
- 15. října – Kurt Konrád, marxistický novinář, literární a divadelní kritik († 25. září 1941)
- 16. října – Josef Filgas, rozhlasový reportér, fejetonista a spisovatel († 11. března 1981)
- 18. října – Marie Štrampachová, česká herečka († 199?)
- 19. října – Josef Jílek, katolický kněz, člen protinacistického odboje († 20. dubna 1945)
- 23. října
  - František Douda, první československý světový rekordman v atletice (vrh koulí) († 15. ledna 1990)
  - Otakar Šimůnek, komunistický politik, ministr († 19. června 1972)
- 27. října – Stanislav Šturz, malíř († 16. března 2001)
- 31. října – Karel Štěch, malíř († 29. července 1982)
- 2. listopadu – Lubor Matouš, orientalista († 2. dubna 1984)
- 3. listopadu – Robert Hliněnský, malíř († 8. ledna 1979)
- 4. listopadu – Karel Horálek, český jazykovědec († 26. srpna 1992)
- 11. listopadu – Anna Hřebřinová, sportovní gymnastka, stříbrné medaile OH 1936 († 6. prosince 1993)
- 14. listopadu – Oldřich Pelc, příslušník výsadku Potash († 1. dubna 1994)
- 15. listopadu – Jiří Maria Veselý, kněz, politický vězeň a archeolog († 31. srpna 2004)
- 16. listopadu – Radovan Šimáček, spisovatel († 25. června 1982)
- 21. listopadu – Salo Flohr, československý a sovětský mezinárodní šachový velmistr († 18. července 1983)
- 23. listopadu
  - Hynek Bulín mladší, právník, historik, filozof a slavista († 22. prosince 1996)
  - Otakar Vondrovic, český lékař a klavírista († 8. června 1985)
- 24. listopadu – František Tvrz, fotograf († ?)
- 25. listopadu
  - Bohuslav Karlík, československý kanoistika, olympijský vítěz († 29. září 1996)
  - Eduard Tomáš, mystik, jogín a spisovatel († 26. května 2002)
- 2. prosince – Karel Hora, voják, odbojář, legionář († 1989)
- 9. prosince
  - Lubomír Šlapeta, architekt († 11. dubna 1983)
  - Čestmír Šlapeta, architekt († 1. července 1999)
- 10. prosince – Karel Flek, violoncellista, tympánista a hudební skladatel. († srpen 1970)
- 12. prosince – Antonín Bartoň, československý lyžařský reprezentant († 9. září 1982)
- 13. prosince – Richard Strejka, herec a konferenciér († 2. září 1990)
- 17. prosince – Štefan Čambal, fotbalový reprezentant († 18. července 1990)
- 23. prosince – Viktor Palivec, básník, heraldik, knihovník a bibliograf († 30. prosince 1989)
- 25. prosince – Jan Seidel, hudební skladatel († 23. června 1998)
- 31. prosince – Jarmila Kalousková, česká sinoložka a lingvistka († 27. dubna 1989)
- ? – Zbyněk Petrs, československý hokejový reprezentant († 1981)

### Svět
- 1. ledna

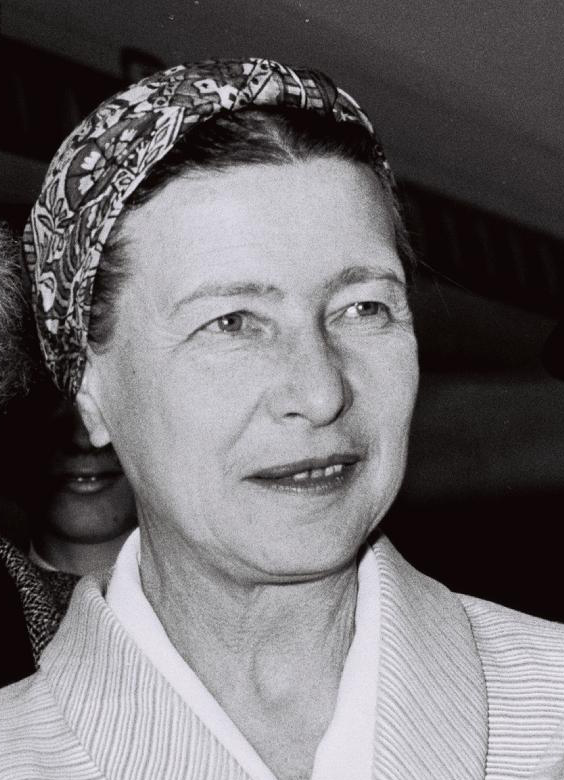
Simone de Beauvoir (* 9. ledna)

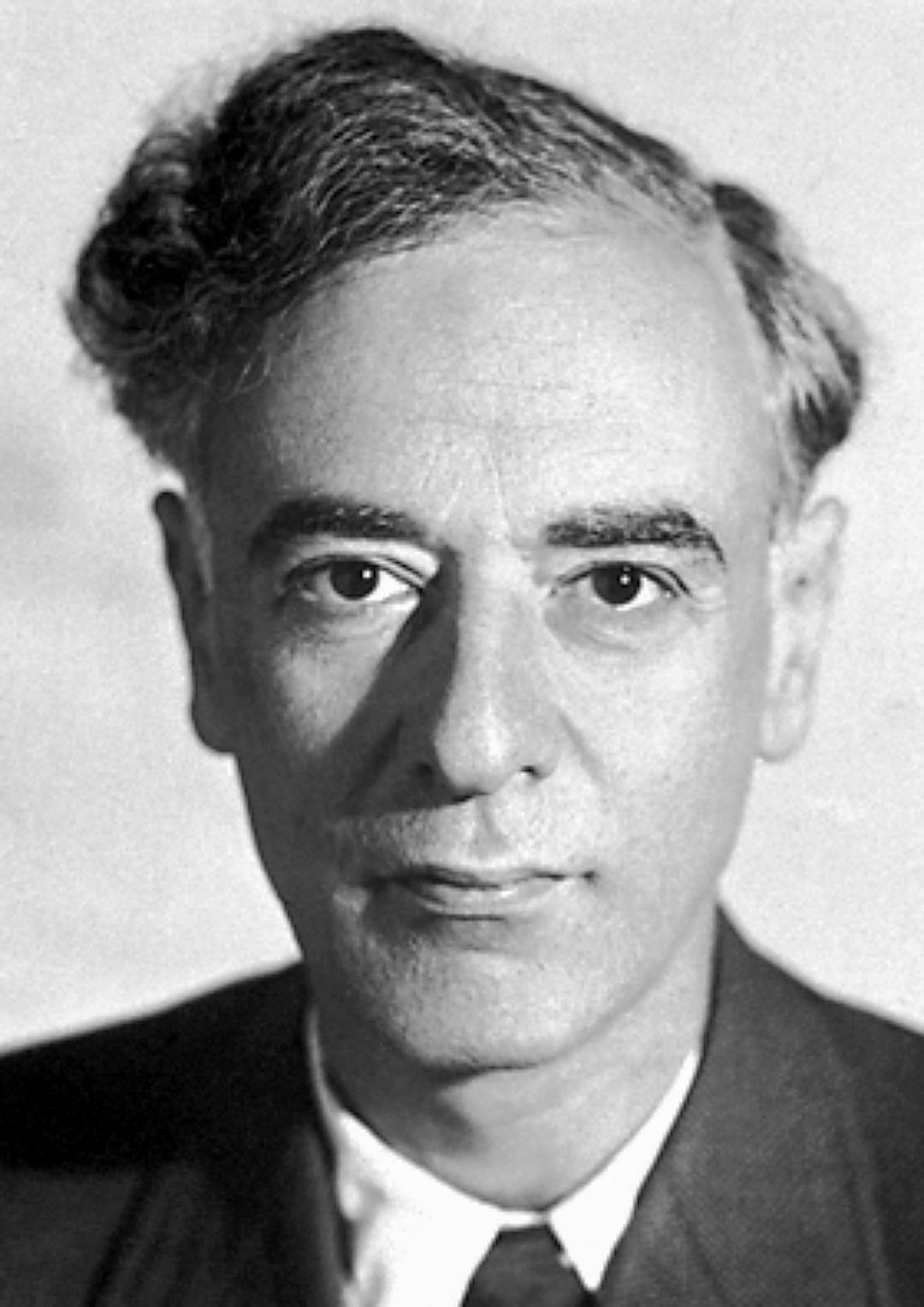
Lev Davidovič Landau (* 22. ledna)

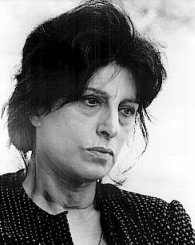
Anna Magnani (* 7. března)

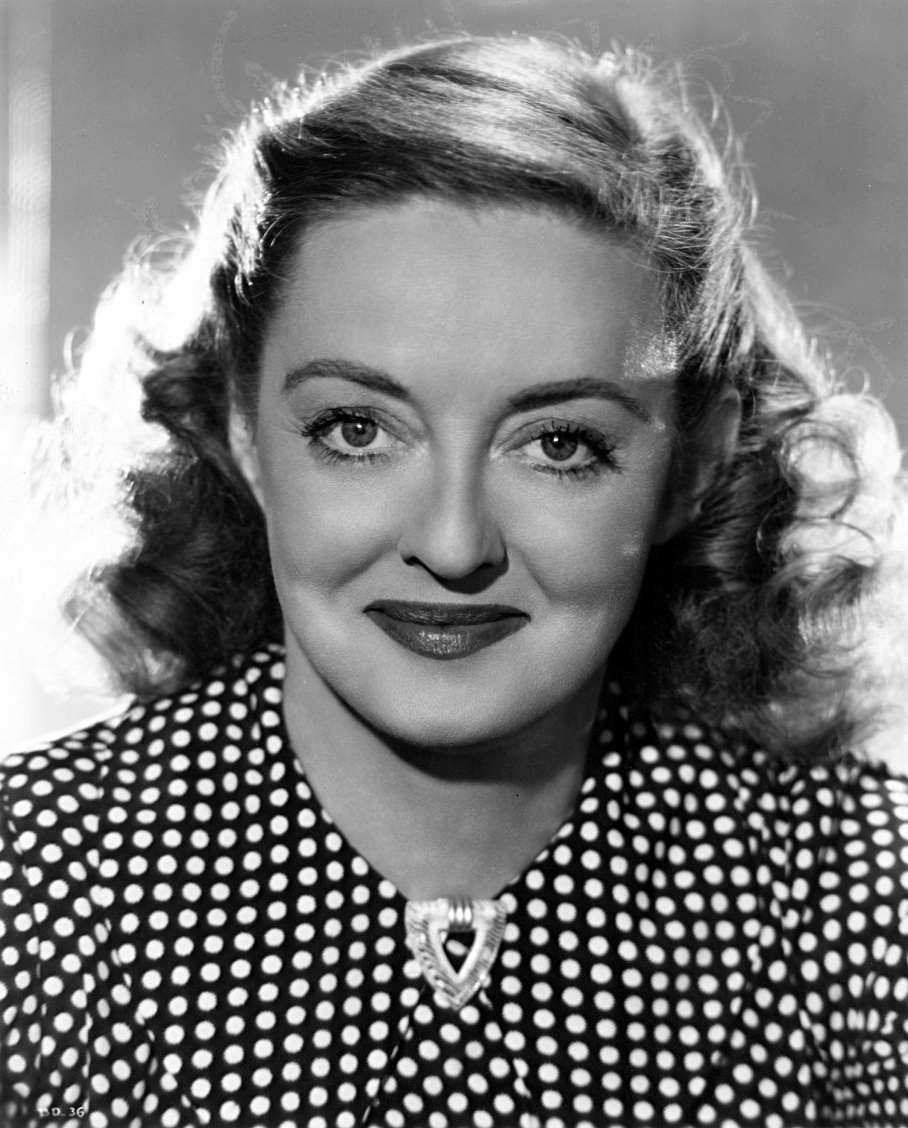
Bette Davisová (* 5. dubna)

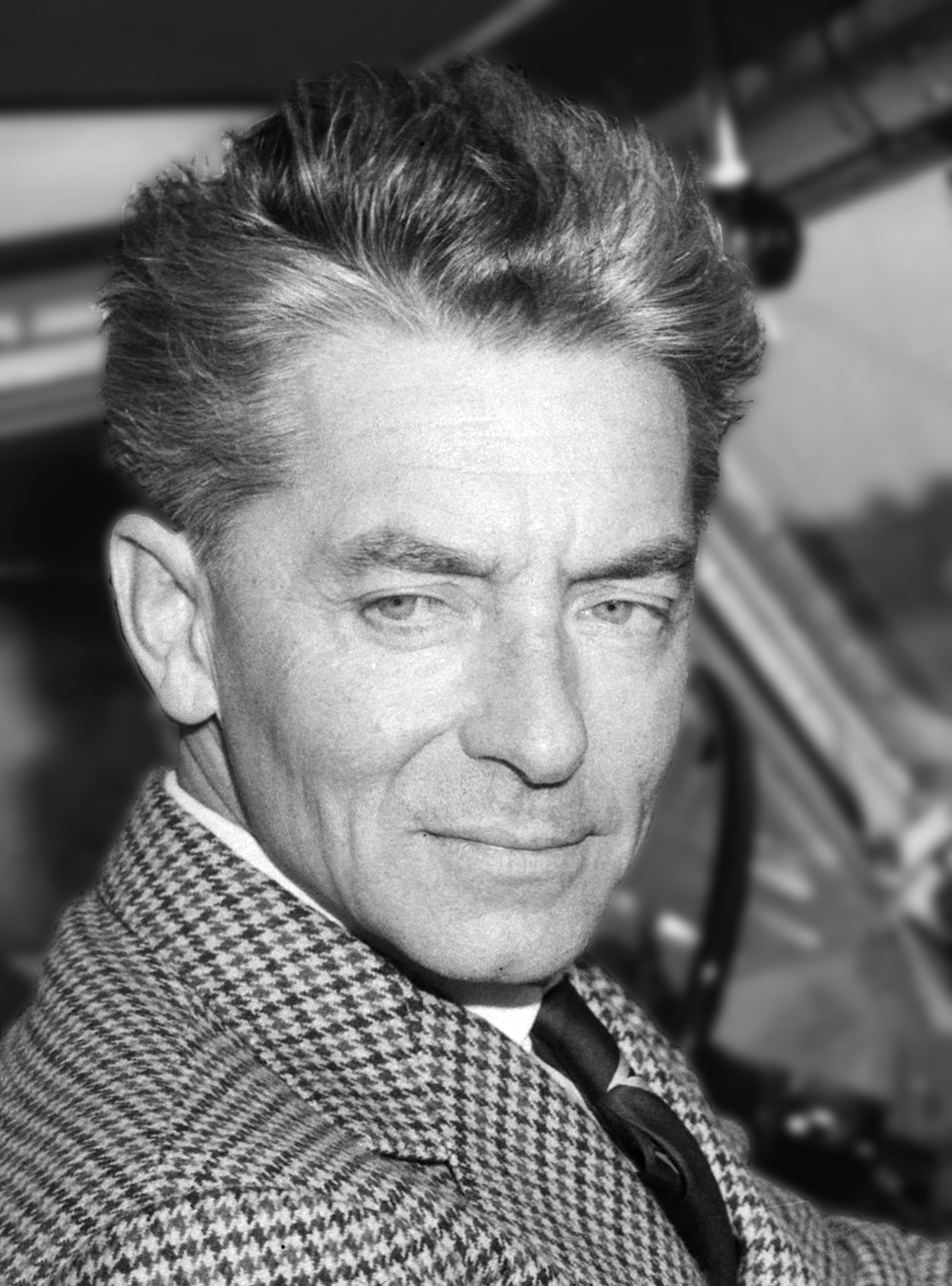
Herbert von Karajan (* 5. dubna)

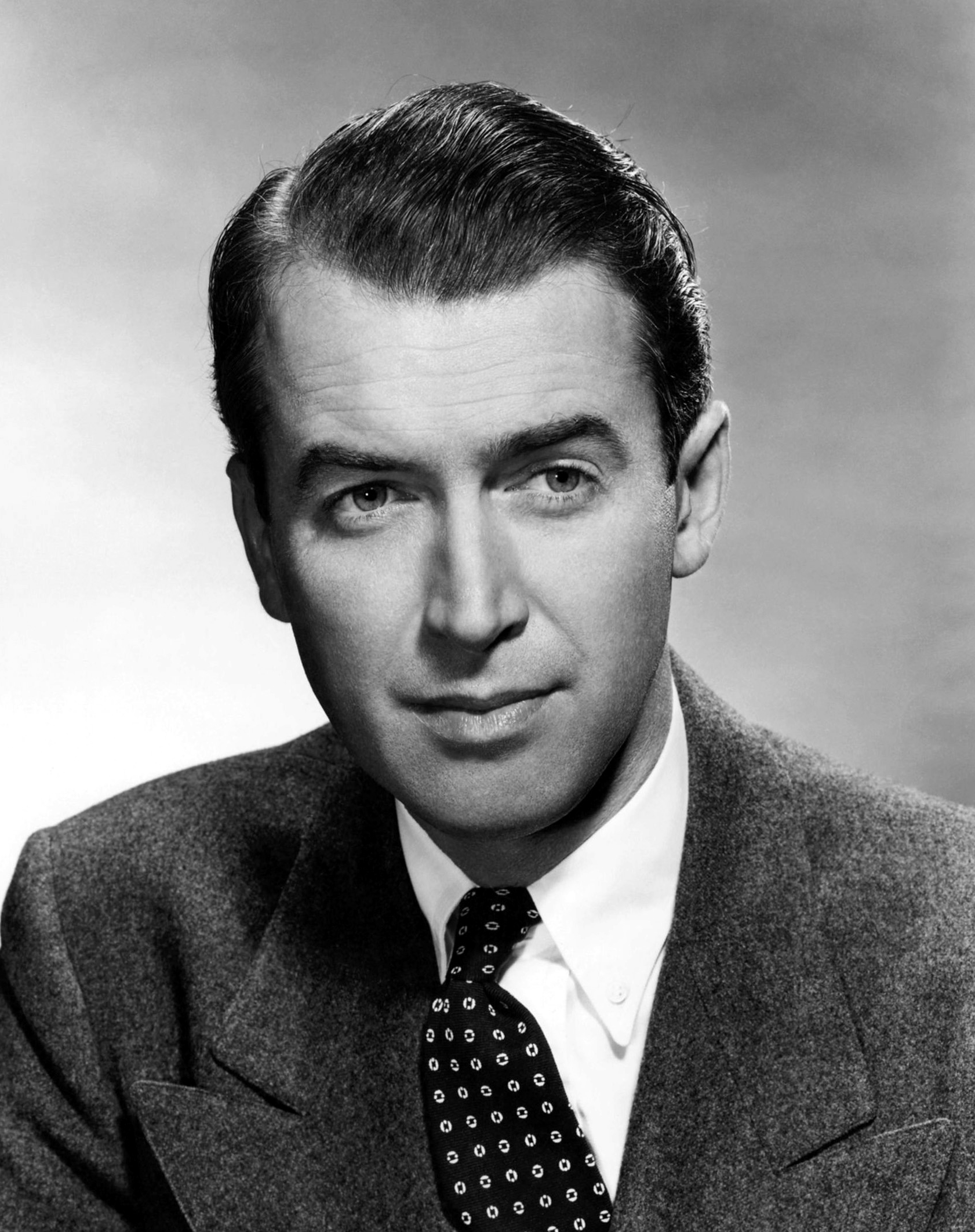
James Stewart (* 20. května)

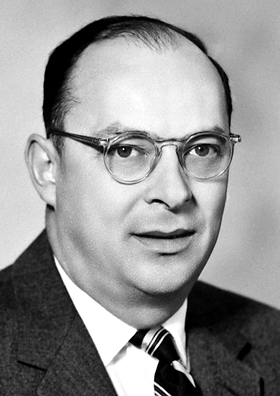
John Bardeen (* 23. května)

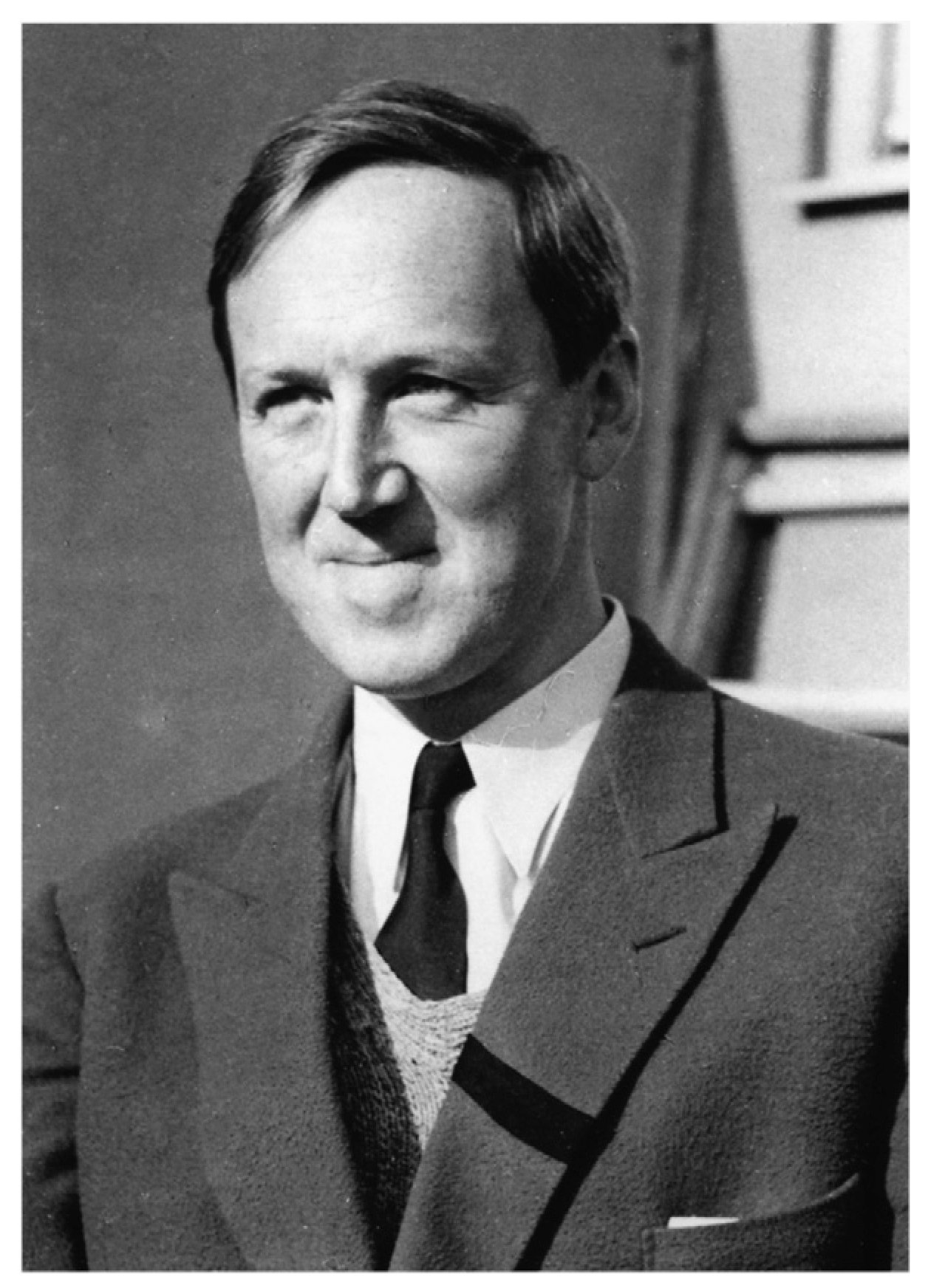
Hannes Alfvén († 30. května)

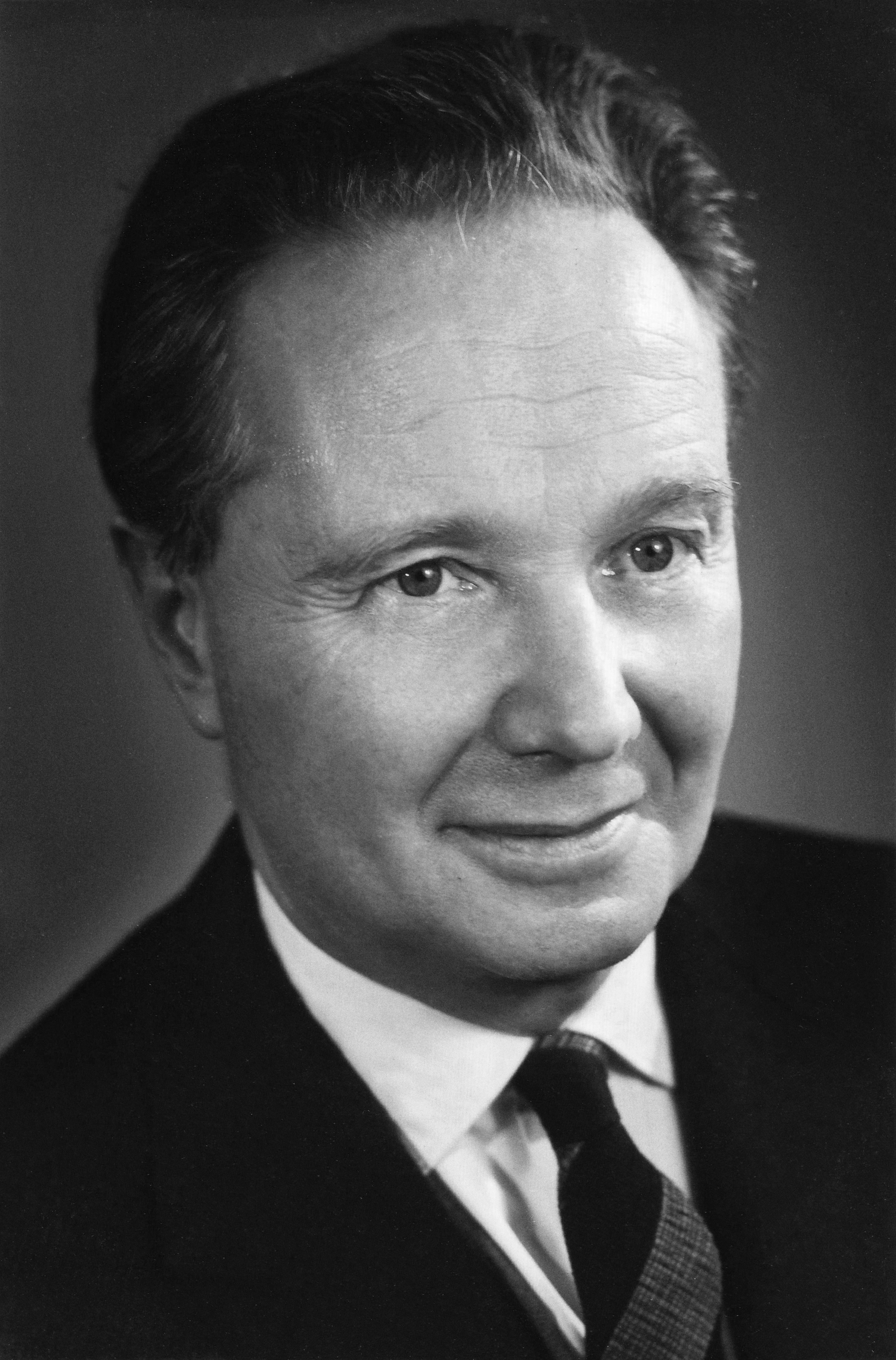
Robert Merle (* 28. srpna)

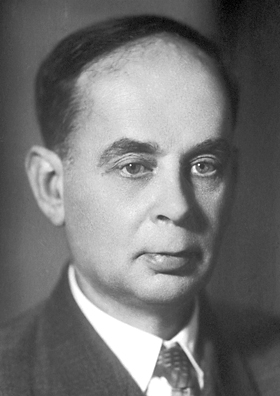
Ilja Frank (* 23. října)

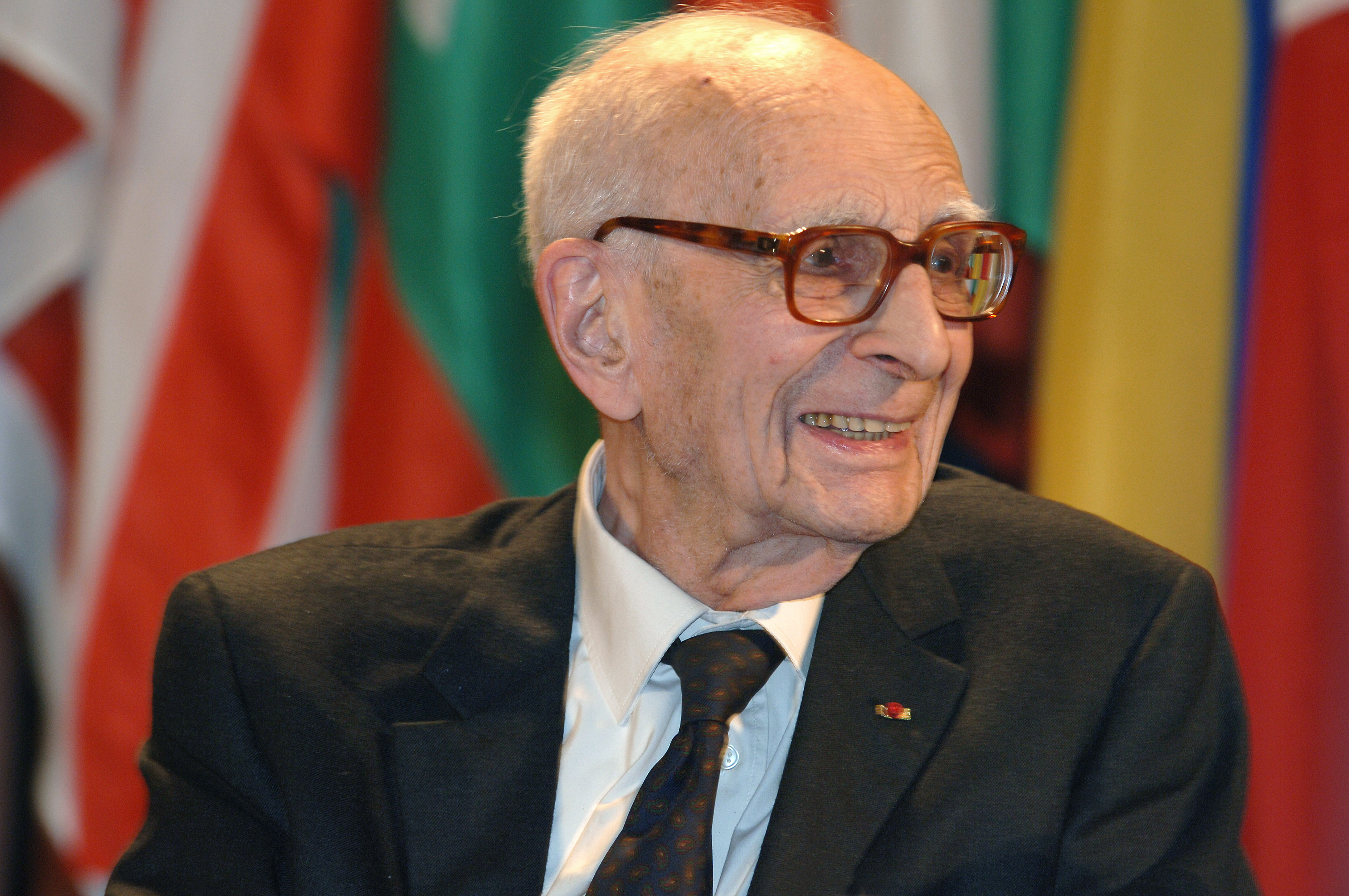
Claude Lévi-Strauss (* 28. listopadu)

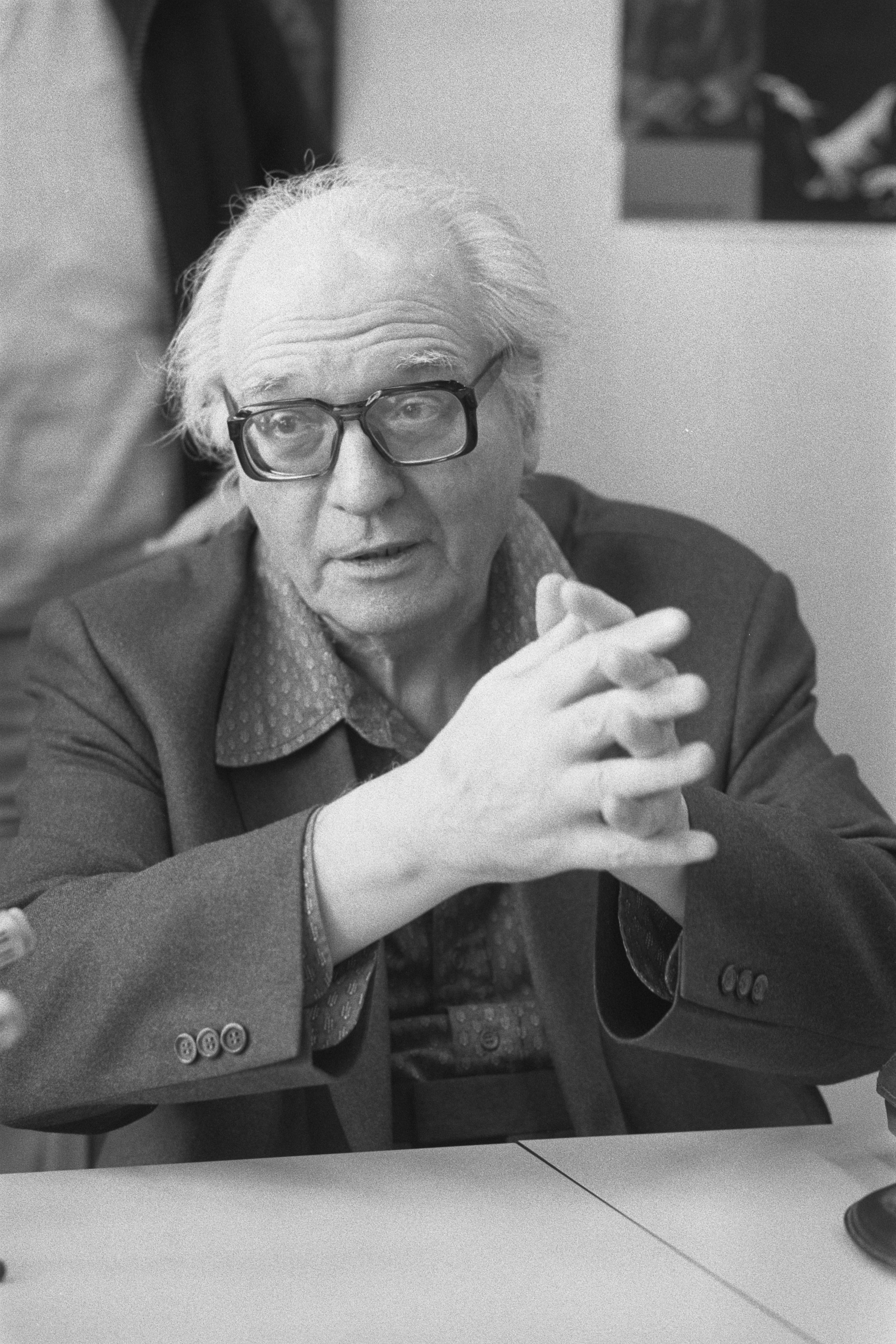
Olivier Messiaen (* 10. prosince)

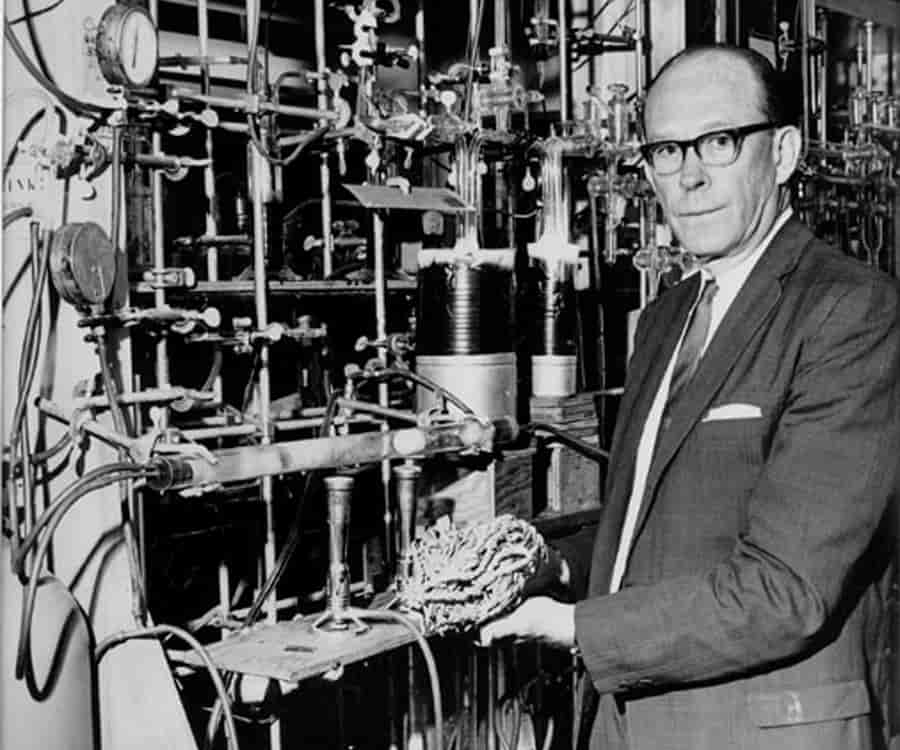
Willard Libby (* 17. prosince)

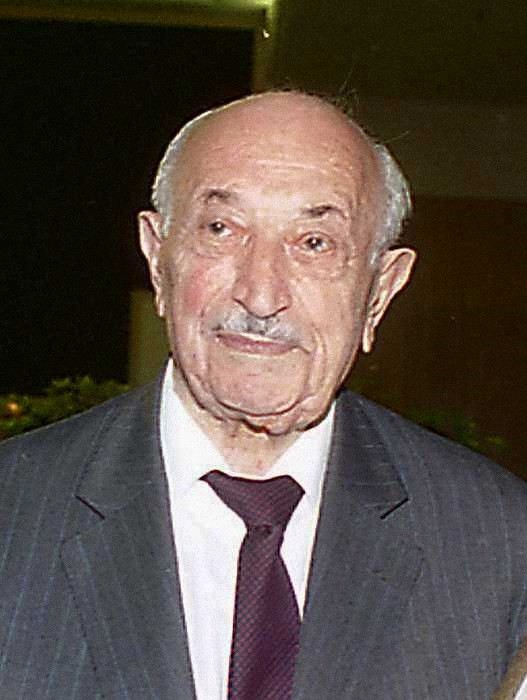
Simon Wiesenthal (* 31. prosince)

  - Elizabeth Bentley, americká špiónka pracující pro Sovětský svaz († 3. prosince 1963)
  - Julia Pirotte, polská fotoreportérka († 25. července 2000)
  - Bill Tapia, americký hudebník († 2. prosince 2011)
- 6. ledna
  - Menachem Avidom, izraelský hudební skladatel († 5. srpna 1995)
  - Władysław Błądziński, polský římskokatolický duchovní, mučedník, blahoslavený († 1944)
- 8. ledna
  - Albert Wass, maďarský spisovatel († 17. února 1998)
  - William Hartnell, britský herec († 23. dubna 1975)
- 9. ledna – Simone de Beauvoir, francouzská spisovatelka a filozofka († 14. dubna 1986)
- 14. ledna – Marie Terezie Henrieta z Lichtenštejna, knížecí princezna († 30. září 1973)
- 15. ledna – Edward Teller, americký fyzik, „otec vodíkové bomby“ († 9. září 2003)
- 16. ledna – Günther Prien, německý velitel ponorky U-47 († 7. března 1941)
- 19. ledna – Alexandr Gennaďjevič Kuroš, sovětský matematik († 18. května 1971)
- 22. ledna – Lev Davidovič Landau, sovětský fyzik, Nobelova cena za fyziku 1962 († 1. dubna 1968)
- 26. ledna – Stéphane Grappelli, francouzský jazzový houslista († 1. prosince 1997)
- 5. února – Peg Entwistle, velšská herečka († 16. září 1932)
- 6. února – Amintore Fanfani, premiér Itálie († 20. listopadu 1999)
- 8. února – Emil Staiger, švýcarský germanista († 28. dubna 1987)
- 12. února – Jean Effel, francouzský kreslíř, karikaturista, ilustrátor († 10. října 1982)
- 17. února – Uuras Saarnivaara, finský luterský teolog († 5. května 1998)
- 20. února – Ondrej Jariabek, slovenský herec († 3. února 1987)
- 22. února – Pavol Čarnogurský, slovenský politik († 27. prosince 1992)
- 23. února – William McMahon, předseda vlády Austrálie († 31. března 1988)
- 29. února
  - Balthus, polsko-francouzský malíř († 18. února 2001)
  - Robert Pearce, americký zápasník, zlato na OH 1932 († 15. března 1996)
- 1. března – Gustav René Hocke, německý žurnalista, historik kultury († 14. července 1985)
- 5. března – Rex Harrison, britský herec († 2. června 1990)
- 7. března – Anna Magnani, italská herečka († 26. září 1973)
- 10. března – Kristjan Palusalu, estonský zápasník, olympijský vítěz († 17. července 1987)
- 14. března
  - Joseph André, belgický kněz, Spravedlivý mezi národy († 1. června 1973)
  - Koča Popović, srbský komunistický politik († 20. října 1992)
  - Maurice Merleau-Ponty, francouzský fenomenologický filosof († 3. května 1961)
- 17. března
  - Boris Polevoj, sovětský spisovatel († 12. června 1981)
  - Czesław Zgorzelski, polský filolog († 26. srpna 1996)
- 19. března – George Rodger, britský fotožurnalista († 24. července 1995)
- 23. března – Cecil Collins, anglický malíř a grafik († 4. června 1989)
- 25. března – David Lean, britský filmový režisér († 16. dubna 1991)
- 26. března – Betty MacDonaldová, americká spisovatelka († 7. února 1958)
- 28. března – Viktor Trstenský, slovenský katolický kněz, spisovatel a politický vězeň († 7. prosince 2006)
- 1. dubna – Abraham Maslow, americký psycholog († 8. června 1970)
- 2. dubna – Ramon Vila Capdevila, katalánský anarchista, člen CNT a guerrillový bojovník († 7. srpna 1963)
- 5. dubna
  - Bette Davisová, americká herečka († 6. října 1989)
  - Herbert von Karajan, rakouský dirigent († 16. července 1989)
- 11. dubna – Leo Rosten, americký spisovatel a humorista († 19. února 1997)
- 19. dubna – Joseph Keilberth, německý dirigent († 20. července 1968)
- 20. dubna – Lionel Hampton, americký jazzový hudebník a herec († 31. srpna 2002)
- 24. dubna – Józef Gosławski, polský sochař a medailér († 23. ledna 1963)
- 28. dubna
  - Ethel Catherwoodová, kanadská olympijská vítězka ve skoku do výšky 1928 († 26. září 1987)
  - Oskar Schindler, německý obchodník, zachránce Židů († 9. října 1974)
- 4. května – Giovannino Guareschi, italský novinář a spisovatel († 22. července 1968)
- 13. května – Pavol Gašparovič Hlbina, slovenský kněz, básník a překladatel († 21. října 1977)
- 19. května – Percy Williams, kanadský sprinter, dvojnásobný olympijský vítěz († 29. listopadu 1982)
- 20. května
  - Ján Jamnický, slovenský herec, režisér, scenárista († 4. srpna 1972)
  - Hans Jürgen Kallmann, německý malíř († 6. března 1991)
  - James Stewart, americký herec († 2. července 1997)
- 23. května – John Bardeen, americký fyzik, Nobelova cena za fyziku 1956 a 1972 († 30. ledna 1991)
- 28. května
  - Ian Fleming, námořní důstojník, pobočník šéfa tajné služby v britském námořnictvu, spisovatel († 12. srpna 1964)
  - Ivan Maček, národní hrdina Jugoslávie († 1. dubna 1993)
- 30. května
  - Mel Blanc, americký herec, komik, zpěvák a rozhlasový hlasatel († 10. července 1989)
  - Hannes Alfvén, švédský fyzik, Nobelova cena za fyziku 1970 († 2. dubna 1995)
- 31. května – Don Ameche, americký herec († 6. prosince 1993)
- 2. června – Michael Staksrud, norský rychlobruslař († 10. listopadu 1940)
- 3. června – Boris Rybakov, ruský historik († 27. prosince 2001)
- 5. června – Franco Rol, italský automobilový závodník († 18. června 1977)
- 11. června – Karl Hein, německý olympijský vítěz v hodu kladivem z roku 1936 († 10. července 1982)
- 12. června – Otto Skorzeny, rakouský voják SS († 5. července 1975)
- 13. června – Maria Helena Vieira da Silva, portugalská malířka († 6. března 1992)
- 17. června – Barbora Zsigmondiová, slovenská fotografka († 2. března 1978)
- 19. června – Hans Trippel, německý automobiový konstruktér a designer († 30. června 2001)
- 22. června – Beaumont Newhall, americký historik umění a fotograf († 26. února 1993)
- 23. června
  - Dragoslav Mitrinović, srbský matematik († 2. dubna 1995)
  - Jakub Jindřich Bourbonský, hlava dynastie Bourbon-Anjou († 20. března 1975)
- 24. června – Hugo Distler, německý hudební skladatel a varhaník († 1. listopadu 1942)
- 26. června – Salvador Allende, prezident Chilské republiky († 11. září 1973)
- 27. června – João Guimarães Rosa, brazilský spisovatel († 19. listopadu 1967)
- 29. června – Erik Lundqvist, švédský olympijský vítěz v hodu oštěpem († 7. ledna 1963)
- 1. července
  - Ed Gordon, americký olympijský vítěz ve skoku do dálky († 5. září 1971)
  - Alvino Rey, americký banjista a kytarista († 2. února 2004)
- 8. července
  - Louis Jordan, americký jazzový hudebník a skladatel († 4. února 1975)
  - Nelson Rockefeller, americký státník a politik († 26. ledna 1979)
- 9. července – Harald Reinl, německo-rakouský filmový režisér († 9. října 1986)
- 10. července – Donald Peers, velšský zpěvák († 9. srpna 1973)
- 13. července – Dorothy Roundová Littleová, anglická tenistka († 12. listopadu 1982)
- 16. července – Gerd Achgelis, německý akrobatický pilot († 18. května 1991)
- 23. července – Jehuda Roth, izraelský archeolog († 10. května 1990)
- 4. srpna – Harold Holt, australský politik, předseda vlády († 17. prosince 1967)
- 6. srpna
  - Helen Jacobsová, americká tenistka († 2. června 1997)
  - Lajos Vajda, maďarský malíř († 7. září 1941)
- 10. srpna – Lauri Lehtinen, finský olympijský vítěz v běhu na 5000 metrů († 4. prosince 1973)
- 12. srpna – Jozef Cincík, slovenský reportér a fotograf († 27. února 1982)
- 18. srpna – Edgar Faure, premiér Francie († 30. března 1988)
- 22. srpna
  - Henri Cartier-Bresson, francouzský fotograf († 3. srpna 2004)
  - Pjotr Nikolajevič Fedosejev, ruský marxisticko-lenininský filosof († 18. října 1990)
- 23. srpna – Arthur Adamov, francouzský dramatik († 15. března 1970)
- 27. srpna – Lyndon B. Johnson, prezident Spojených států amerických († 22. ledna 1973)
- 28. srpna
  - Maša Haľamová, slovenská básnířka († 17. července 1995)
  - Robert Merle, francouzský romanopisec, dramatik, literární historik a překladatel († 28. března 2004)
  - Roger Tory Peterson, americký přírodovědec, ornitolog a ilustrátor († 28. července 1996)
- 31. srpna
  - Kazimír Bezek, slovenský básník, dramatik a politik († 14. prosince 1952)
  - William Saroyan, americký prozaik, básník a dramatik († 18. května 1981)
- 2. září – Valentin Gluško, sovětský konstruktér raketových motorů († 10. ledna 1989)
- 5. září – Cecilia Seghizzi, italská hudební skladatelka († 22. listopadu 2019)
- 9. září – Cesare Pavese, italský spisovatel († 27. srpna 1950)
- 14. září – Michael Černohorský, černohorský korunní princ († 24. března 1986)
- 15. září – Miško Kranjec, slovinský spisovatel, novinář a politik († 8. června 1983)
- 16. září – Friedrich Torberg, rakouský a československý spisovatel († 10. listopadu 1979)
- 19. září
  - Victor Frederick Weisskopf, americký fyzik († 22. dubna 2002)
  - Mika Waltari, finský spisovatel († 26. srpna 1979)
- 20. září – Vazgen I., patriarcha Arménské apoštolské církve († 18. srpna 1994)
- 25. září
  - Roger Beaufrand, francouzský dráhový cyklista a olympijský vítěz († 14. března 2007)
  - Eugen Suchoň, slovenský hudební skladatel († 5. srpna 1993)
- 29. září – Eddie Tolan, americký sprinter, zlato na OH 1932 († 30. ledna 1967)
- 30. září – David Oistrach, ruský houslista († 24. října 1974)
- 1. října – Lee McGiffinová, americká novinářka a spisovatelka († 9. června 1978)
- 6. října
  - Carole Lombardová, americká herečka († 16. ledna 1942)
  - Sammy Price, americký jazzový klavírista († 14. dubna 1992)
  - Sergej Sobolev, ruský matematik († 3. ledna 1989)
- 9. října
  - Rigmor Dahl Delphin, norský fotograf († 28. prosince 1993)
  - Werner von Haeften, účastník atentátu na Adolfa Hitlera († 21. července 1944)
- 10. října – Mercè Rodoreda, katalánská spisovatelka († 13. dubna 1983)
- 15. října – John Kenneth Galbraith, americký ekonom († 29. dubna 2006)
- 16. října – Enver Hodža, albánský komunistický vůdce († 11. dubna 1985)
- 18. října – Nikolaj Petrovič Kamanin, sovětský letec a vojevůdce († 12. března 1982)
- 19. října – Zofia Lissa, polská muzikoložka († 26. března 1980)
- 23. října – Ilja Frank, sovětský fyzik, Nobelova cena za fyziku 1958 († 22. června 1990)
- 27. října – Lee Krasnerová, americká malířka († 19. června 1984)
- 30. října – Dmitrij Fjodorovič Ustinov, ministr obrany Sovětského svazu († 20. prosince 1984)
- 3. listopadu – Giovanni Leone, premiér Itálie († 9. listopadu 2001)
- 4. listopadu – Józef Rotblat, britský fyzik, Nobelova cena za mír († 31. srpna 2005)
- 6. listopadu – Françoise Doltová, francouzská psychoanalytička a pediatrička († 25. srpna 1988)
- 8. listopadu – Agustí Bartra i Lleonart, katalánský básník, spisovatel a univerzitní profesor († 7. července 1982)
- 14. listopadu – Joseph McCarthy, americký republikánský politik († 2. května 1957)
- 16. listopadu
  - Horace Bristol, americký válečný fotograf († 4. srpna 1997)
  - Sestra Emmanuelle, belgická řeholnice, působící v chudinských čtvrtích Káhiry († 20. října 2008)
- 19. listopadu
  - Michail Iovčuk, sovětský filosof a politik († 9. ledna 1990)
  - Andrej Chmelko, slovenský spisovatel († 25. srpna 1998)
- 20. listopadu
  - Jenő Kerényi, maďarský sochař († 10. července 1975)
  - Vane Bor, srbský spisovatel († 6. května 1993)
- 22. listopadu – Nikolaj Nosov, ruský autor dětských knih († 26. července 1976)
- 25. listopadu – Ťia Lan-pcho, čínský paleontolog († 8. července 2001)
- 28. listopadu – Claude Lévi-Strauss, francouzský antropolog a filosof († 30. října 2009)
- 2. prosince – Nikolaj Nikolajevič Žukov, ruský sovětský malíř, grafik a ilustrátor († 24. září 1973)
- 4. prosince – Alfred Hershey, americký bakteriolog a genetik, Nobelova cena 1969 († 22. května 1997)
- 9. prosince – Aden Abdullah Osman Daar, somálský prezident († 8. června 2008)
- 10. prosince – Olivier Messiaen, francouzský hudební skladatel († 27. dubna 1992)
- 11. prosince – Manoel de Oliveira, portugalský filmový režisér († 2. dubna 2015)
- 14. prosince – Claude Davey, velšský ragbista († 18. února 2001)
- 16. prosince
  - Sonja Grafová, německá, později americká šachistka († 6. března 1965)
  - Remedios Varová, španělsko-mexická surrealistická malířka († 8. října 1963)
- 17. prosince – Willard Libby, americký fyzikální chemik, Nobelova cena za chemii 1960 († 8. září 1980)
- 18. prosince – Me'ir Weiss, izraelský rabín, pedagog a biblista († 7. května 1998)
- 19. prosince
  - Gerti Deutsch, rakouská fotografka († 9. prosince 1979)
  - Gisèle Freundová, francouzská fotografka († 31. března 2000)
- 22. prosince
  - Max Bill, švýcarský architekt, sochař a designér († 9. prosince 1994)
  - Kočo Racin, makedonský básník († 13. června 1943)
  - Giacomo Manzù, italský sochař, medailista, grafik († 17. ledna 1991)
- 23. prosince – Yousuf Karsh, kanadský fotograf († 13. července 2002)
- 25. prosince – Štefan Zamkovský, slovenský horolezec a horský vůdce († 15. května 1961)
- 30. prosince – Abdon Stryszak, polský profesor veterinárního lékařství († 27. listopadu 1995)
- 31. prosince – Simon Wiesenthal, lovec nacistů († 20. září 2005)
- ? – Miguel García, španělský anarchista, spisovatel a politický vězeň († 1981)

## Úmrtí

### Česko
- 4. ledna – Vilém Heš, český operní zpěvák (* 3. července 1860)
- 5. ledna
  - Karel Schicho, malíř (* 17. ledna 1834)
  - Vojtěch Lešetický, český pedagog, básník a včelař (* 24. dubna 1830)
- 22. ledna – Václav Zenger, fyzik, rektor Českého vysokého učení technického v Praze (* 17. prosince 1830)
- 24. ledna – Jan Červenka, prozaik, dramatik, básník a překladatel (* 3. dubna 1861)
- 26. ledna – Vilém Tierhier, architekt a politik (* 2. června 1843)
- 1. února – Milovan Glišić, srbský spisovatel (* 19. ledna 1847)
- 6. února – Karel Bubela, český politik (* 21. února 1846)
- 23. února – Svatopluk Čech, český básník (* 21. února 1846)
- 11. března – Josef Hlávka, český architekt a mecenáš (* 15. února 1831)
- 25. března – Karl Max Zedtwitz, český šlechtic a politik (* 25. června 1844)
- 31. března – Kristian Petrlík, profesor inženýrského stavitelství, rektor ČVUT (* 20. listopadu 1842)
- 4. dubna – Josef Herold, český advokát a politik (* 22. října 1850)
- 16. dubna – František Pokorný, český politik (* 26. srpna 1827)
- 19. dubna – Arnošt Freissler, český lékař (* 20. prosince 1836)
- 30. dubna – Franz Peschka, sudetoněmecký statkář a politik (* 14. srpna 1856)
- 1. května – Jan Kaftan, český hudební skladatel (* 25. prosince 1870)
- květen – Josef Tschan, rakouský a český právník a politik (* 22. prosince 1844)
- 2. června – Jan František Pálffy, poslední šlechtický majitel Bojnického zámku (* 19. srpna 1829)
- 8. června – Antonín Baťa, starší bratr Tomáše Bati (* 7. června 1874)
- 10. června – Jan Kvíčala, český klasický filolog, pedagog a politik (* 6. května 1834)
- 15. června – Vojtěch Hřímalý mladší, český houslista a skladatel (* 30. července 1842)
- 19. června – Josefina Pepa Mařáková, malířka (* 1872)
- 21. června
  - Josef Lacina, historik a spisovatel (* 2. srpna 1850)
  - Bernard Pauer, rakouský a český lékař a politik (* 7. června 1827)
- 22. června – Karel Tichý, rakouský a český podnikatel a politik (* 20. ledna 1839)
- 25. června – Bohumil Bečka, český astronom (* 26. května 1853)
- 22. července – Mathilde Weissmannová-Zavrtalová, operní pěvkyně (* 2. února 1846)
- 3. srpna – Jan Nowopacký, český malíř (* 15. listopadu 1821)
- 8. srpna – Joseph Maria Olbrich, česko-rakouský architekt, designér a malíř (* 22. prosince 1867)
- 11. srpna – Franz Schlegel, poslanec Českého zemského sněmu (* 10. října 1826)
- 16. srpna – Jakub Alois Jindra, český buditel dobrovolného hasičstva (* 24. července 1853)
- 17. srpna – Václav Vlček, český novinář a spisovatel (* 1. září 1839)
- 22. srpna – Bohumil Eiselt, český lékař, zakladatel „Časopisu českých lékařů“ (* 28. srpna 1831)
- 25. srpna – Vojtěch Bartoněk, malíř a restaurátor (* 28. března 1859)
- 10. září – Antonín Truhlář, literární historik a klasický filolog (* 5. listopadu 1849)
- 22. září – Jacob Jonathan Aars, norský filolog (* 12. července 1837)
- 12. října – Antonín Horný, rektor olomoucké univerzity (* 29. dubna 1824)
- 21. října – Stanislav Kubr, český sedlák a politik (* 9. října 1862)
- 27. října – Josef Heinrich, poslanec Českého zemského sněmu a Říšské rady (* 19. března 1837)
- 18. listopadu – Anton Brenek, rakouský sochař českého původu (* 23. října 1848)
- 28. listopadu – František Musil, skladatel, varhaník a hudební pedagog (* 5. listopadu 1852)
- 21. listopadu – Josef Kapucián, lidový řezbář (* 19. března 1841)
- 2. prosince – Matouš Václavek, pedagog a spisovatel (* 29. září 1842)
- 5. prosince – Josef Uher, český učitel a spisovatel (* 14. prosince 1878)
- 10. prosince
  - Emanuel Salomon Friedberg-Mírohorský, spisovatel, překladatel, malíř a dramatik (* 18. ledna 1829)
  - Augustin Pánek, český matematik (* 3. prosince 1843)
- 21. prosince – Jiří Kristián Lobkowicz, nejvyšší maršálek Království českého (* 14. května 1835)
- 27. prosince – František Bohumír Zvěřina, český malíř (* 4. února 1835)
- 29. prosince – Václav Naxera, poslanec Českého zemského sněmu a Říšské rady, starosta Jindřichova Hradce (* 1835)

### Svět
- 9. ledna – Wilhelm Busch, německý malíř, grafik a básník-humorista (* 15. dubna 1832)
- 11. ledna – Josef Kühschelm, rakousko-uherský politik (* 27. července 1855)
- 16. ledna – Eduard Bacher, rakousko-uherský novinář (* 7. března 1846)
- 17. ledna – Ferdinand IV. Toskánský, toskánský velkovévoda (* 10. června 1835)
- 25. ledna – Michail Ivanovič Čigorin, ruský šachista (* 12. listopadu 1850)
- 28. ledna – François-Marie-Benjamin Richard, arcibiskup pařížský a kardinál (* 1. března 1819)
- 1. února – Karel I. Portugalský, portugalský král (* 28. září 1863)
- 4. února – Herrmann Bachstein, německý stavitel železnic (* 15. dubna 1834)
- 16. února – Andrej Kmeť, slovenský kněz, přírodovědec a archeolog (* 19. listopadu 1841)
- 17. února – Ignaz von Plener rakouský politik (* 21. května 1810)
- 19. února – Johann Peter Theodor Janssen, německý malíř (* 12. prosince 1844)
- 20. února – Simo Matavulj, srbský realistický spisovatel (* 12. září 1852)
- 25. února – Alfred Horsley Hinton, anglický fotograf (* 1863)
- 28. února – Pat Garrett, americký šerif (* 5. června 1850)
- 5. března – Alfred A. Hart, americký fotograf (* 16. března 1816)
- 11. března – Edmondo De Amicis, italský spisovatel (* 21. října 1846)
- 14. března – Lester Allan Pelton, americký vynálezce (* 5. září 1829)
- 24. března – Spencer Cavendish, 8. vévoda z Devonshiru, britský státník a šlechtic (* 23. července 1833)
- 29. března – Grigorij Geršuni, ruský revolucionář (* 29. září 1870)
- 31. března – Antoine Béchamp, francouzský biolog, chemik, fyzik, lékař a farmaceut (* 16. října 1816)
- 11. dubna – Henry Edward Bird, anglický šachový mistr a historik (* 14. července 1830)
- 21. dubna – Theodor von Sickel, německo-rakouský historik (* 18. prosince 1826)
- 22. dubna
  - Qasim Amin, egyptský právník, průkopník feminismu (* 1. prosince 1863)
  - Henry Campbell-Bannerman, britský premiér (* 7. září 1836)
- 26. května – Mirza Gulám Ahmad, indický islámský náboženský vůdce (* 13. února 1835)
- 14. června – Frederick Stanley, šestnáctý hrabě Derby, generální guvernér Kanady (* 15. ledna 1841)
- 15. června – Gaston Boissier, francouzský historik a filolog (* 15. srpna 1823)
- 21. června
  - Nikolaj Andrejevič Rimskij-Korsakov, ruský hudební skladatel (* 18. března 1844)
  - Allen Raine, velšská spisovatelka (* 6. října 1836)
- 24. června – Grover Cleveland, prezident USA (* 1837)
- 16. července – René Panhard, francouzský průkopník automobilismu (* 27. května 1841)
- 17. července – Auguste Prosper Daguillon, francouzský botanik (* 6. července 1862)
- 20. července
  - Federico Chueca, španělský hudební skladatel (* 5. května 1846)
  - Demetrius Vikelas, první předseda Mezinárodního olympijského výboru (* 15. února 1835)
- 22. července – William Randal Cremer, anglický politik, pacifista, nositel Nobelovy ceny míru (* 18. března 1828)
- 20. srpna – Gustáv Kazimír Zechenter-Laskomerský, slovenský spisovatel (* 4. března 1824)
- 25. srpna – Henri Becquerel, francouzský fyzik (* 15. prosince 1852)
- 30. srpna – Giovanni Fattori, italský malíř (* 25. října 1825)
- 4. září – Rūdolfs Blaumanis, lotyšský spisovatel (* 1. ledna 1863)
- 9. září – Franz Obert, rakouský evangelický duchovní, spisovatel a politik (* 6. října 1828)
- 20. září – Pablo de Sarasate, španělský houslista a hudební skladatel (* 10. března 1844)
- 29. září – Joaquim Maria Machado de Assis, brazilský spisovatel (* 21. června 1839)
- 7. října – J. L. C. Pompe van Meerdervoort, nizozemský lékař zakladatel nemocnice v Nagasaki (* 5. května 1829)
- 10. října – Johannes Jaeger, německý fotograf (* 16. listopadu 1832)
- 26. října – Takeaki Enomoto, japonský admirál (* 5. října 1836)
- 5. listopadu – Andrew Graham, irský astronom (* 8. dubna 1815)
- 7. listopadu
  - Butch Cassidy, americký železniční a bankovní lupič (* 13. dubna 1866)
  - Sundance Kid, americký železniční a bankovní lupič (* ? 1867)
  - Victorien Sardou, francouzský dramatik (* 7. září 1831)
- 14. listopadu – Alexej Alexandrovič Romanov, ruský velkokníže a generál admirál (* 14. ledna 1850)
- 15. listopadu – Cch’-si, vládkyně Číny z dynastie Čching (* 29. listopadu 1835)
- 20. listopadu – Georgij Feodosjevič Voronoj, ukrajinský matematik (* 28. dubna 1868)
- 15. prosince – Rudolf z Lichtenštejna, rakouský šlechtic a generál (* 18. dubna 1838)
- 22. prosince – Cyrus Teed, zvaný Koresh, zakladatel sekty Koreshiáni (* 18. října 1839)
- 24. prosince – François-Auguste Gevaert, belgický hudební skladatel (* 31. července 1828)
- ? – Nurefsun Kadınefendi, třetí manželka osmanského sultána Abdulhamida II. (* 1851)

## Hlavy států
- České království – František Josef I.
- Papež – Pius X.
- Království Velké Británie – Eduard VII.
- Francouzská republika – Armand Fallières
- Uherské království – František Josef I.
- Rakouské císařství – František Josef I.
- Japonsko – Meidži
- Čínské císařství – Kuang-Sü/Süan-tchung (Pchu-i), fakticky: Cch’-si